# Батанг (уезд)
Батанг (тиб. འབའ˙ཐང, Вайли: ba´ thang, кит. упр. 巴塘, пиньинь Bātáng, палл. Батан) находится в Гардзе-Тибетском автономном округе в провинции Сычуань в Китае. Правление уезда размещается в посёлке Сяцюн.
Уезд располагается на восточном берегу реки Меконг, долина находится сравнительно низко, климат тёплый и мягкий, а земля очень плодородная.

## Население
Согласно переписи населения 2000 года, в уезде проживает 43 814 человек .

## История
В древние времена область заселял народ Цян . Во времяна империи Хань здесь возникло царство Байнан ('Белый волк'). Во время империи Тан земли вошли в состав Тибета.
Позднее китайцы улучшили дороги, и смогли установить свой контроль над этой территорией с 1568 по 1639 годы. В 1642 году Гуши-хан по просьбе тибетского руководства завоевал этот район и передал правительству Далай-ламы.
В 1840-е годы Батанг посетили священники Гюк (1813—1860) и Габе, а с ними — тибетец, получивший сан католического священника от Папы римского. По их описаниям Батанг был большим, населённым и цветущим городом.
Через Батанг проходила основная дорога из Тибета на Чэнду
Землетрясение 1868 (по другим данным 1869 или 1871) привело к огромным разрушениям.
В начале XX века китайцы предприняли поход на Кам  , в 1910 генерал Чжао Эрфэн вошёл в Лхасу.
Ещё в 1906 году в этих местах была учреждена Бааньская управа (巴安府). После Синьхайской революции в Китае была проведена реформа структуры административного деления, и в 1913 году Бааньская управа была преобразована в уезд Баань (巴安县). Однако оккупировавшая Тибет китайская армия взбунтовалась, и тибетцы смогли снова восстановить контроль над регионом.
Только в 1932 милитарист Лю Вэньхуэй (刘文辉; 1895—1976), который контролировал провинцию Сычуань, отбросил тибетцев назад и осадил Чамдо. В ситуацию вмешался Кесанг Церинг, который на короткое время, действуя якобы по поручению Чан Кайши, занял Батанг. Но в августе китайцы снова вернули Батанг. Перемирие было установлено в 1934, Лю Вэньхуэй достиг договорённостей с Ма Буфаном, губернатором территории Цинхай, которому тибетцы отдали часть восточных земель, включая Батанг.
В 1939 году была создана провинция Сикан и уезд вошёл в её состав.
В апреле 1950 года в составе провинции Сикан был образован Специальный район Кандин (康定专区), и уезд вошёл в его состав; в декабре 1950 года Специальный район Кандин был переименован в Тибетский автономный район провинции Сикан (西康省藏族自治区). В 1951 году уезд Баань был переименован в Батанг. В 1955 году провинция Сикан была расформирована, и район был передан в состав провинции Сычуань; так как в провинции Сычуань уже имелся Тибетский автономный район, то бывший Тибетский автономный район провинции Сикан сменил название на Гардзе-Тибетский автономный округ.

## Административное деление
Уезд делится на 3 посёлка и 16 волостей.

## Буддийские монастыри
На территории уезда расположено немало известных буддийских монастырей.
- Монастырь Кангнинг в городе Батанг.
- Монастырь Chöde Gaden Pendeling

## Транспорт
- Автомагистраль Годао 318